# أولمبياد الرياضيات في جامعة الملك فهد للبترول والمعادن
أولمبياد جامعة الملك فهد للرياضيات هو مسابقة أولمبياد رياضيات وطنية لطلاب المرحلة الثانوية في المملكة العربية السعودية، تنظمه جامعة الملك فهد للبترول والمعادن. بدأت المسابقة عام 2006م في مركز واحد في المنطقة الشرقية ، ثم زاد عدد المراكز تدريجياً في السنوات التالية لتشمل سبعة مراكز في المملكة (الظهران، الرياض، جدة، القصيم، أبها، المدينة المنورة، الأحساء).
في نسختها الخامسة والسادسة، أشركت المسابقة طلاب المدارس الثانوية من كافة مراحلها (أول وثاني وثالث ثانوي) كما أدرجت مركزًا للطالبات في المنطقة الشرقية. في عام 2015، أطلقت المسابقة مركزين جديدين للنساء في الرياض وجدة.

## الترشح
وفقًا للموقع الرسمي للمسابقة، فإنه يجب على مقدم الطلب:
1. أن يكون طالبًا سعوديًا أو طالبًا غير سعودي يدرس في مدرسة في المملكة العربية السعودية.
2. أن يكون طالبًا في المرحلة الثانوية (في الصف العاشر أو الحادي عشر أو الثاني عشر).
3. أن يكون حاصلاً على نسبة 95٪ على الأقل أو ما يُكافئها في الرياضيات سواءً في العام الدراسي السابق (أو الفصل الدراسي السابق).

## الفائزون
تم اختيار العديد من الفائزين السعوديين في أولمبياد جامعة الملك فهد لاحقاً لتمثيل المملكة العربية السعودية في أولمبياد الرياضيات الدولي. يسرد هذا الجدول أسماء الفائزين في عشرة إصدارات من المسابقة. تقدم جامعة الملك فهد للبترول والمعادن قبولاً للفائزين بعد تخرجهم من الثانوية.
| السنة                                                           | الأول (ذهبية)       | الثاني (فضية)                | الثالث (برونزية)             |               |
| --------------------------------------------------------------- | ------------------- | ---------------------------- | ---------------------------- | ------------- |
| 2006                                                            |                     |                              |                              | [ 4 ]         |
| 2007                                                            | ساتوشي كيتورا       | غ/م                          | أحمد محمد سنبل               | [ 5 ]         |
| 2008                                                            | وائل الغامدي        | ظافر الدوسري                 | أحمد سمير زمزم               | [ 6 ]         |
| 2009                                                            | غ/                  | أحمد رضا معاطي               | أحمد السيد صلاح              | [ 7 ]         |
| 2010                                                            | وائل السعيد         | عبد المجيد القاسم            | سلطان فايز البلوي            | [ 8 ]         |
| 2011                                                            | غ/م                 | حيدر الخليفة اليزيد البسيوني | وائل السعيد عبدالرحمن الحربي | [ 9 ]         |
| 2012                                                            |                     |                              |                              |               |
| 2013                                                            | مهدي الشيخ صالح     |                              |                              | [ 10 ]        |
| 2014                                                            | إبراهيم خان         | مهدي الشيخ صالح سلمان صالح   | غ/م                          | [ 11 ] [ 12 ] |
| 2015                                                            | ريناد يحيى أبو جمال | الزبير حبيب الله             | عمر الرابية                  | [ 13 ]        |
| غ/م: لم يحصل أحدهم على الحد الأدنى من الدرجة المطلوبة للميدالية |                     |                              |                              |               |

## روابط خارجية
- الموقع الرسمي